# ウィリアム1世 (スコットランド王)
ウィリアム1世（William I, 1143年 - 1214年12月4日）は、スコットランド王（在位：1165年 - 1214年）。デイヴィッド1世の次男ハンティンドン伯ヘンリーとサリー伯爵ウィリアム・ド・ワーレンの娘エイダの次男で、マルカム4世の弟、ハンティンドン伯デイヴィッドの兄。
スコットランド国王として初めて盾の紋章に後ろ足で立つライオンを用いたため、獅子王（ししおう、William the Lion）と呼ばれたと言われる。ただしライオンの紋章を使用したという史料が無いため、渾名の明確な根拠は不明。

## 生涯
1152年にノーサンブリア伯に叙任され、祖父がスコットランド領として獲得したイングランド北部のノーサンバーランド・カンバーランド・ウェストモーランドの3州を保有したが、1157年に兄がイングランド王ヘンリー2世の強制に屈し3州を取り上げられたため（代わりにハンティンドン伯領は返還）、ヘンリー2世への恨みを募らせた。1165年に兄が未婚で子のないまま没したため王位とハンティンドン伯位を継いだ。
北部3州の奪還を当面の目標としたウィリアム1世は1168年、フランス王ルイ7世と秘密同盟（いわゆる『古い同盟』）を結んで、イングランドと対抗した。1173年にヘンリー2世の次男若ヘンリー王を始め王子たちがルイ7世の支援で反乱を起こし父子間の内紛が起こると、ハンティンドン伯位を弟のデイヴィッドへ譲り反乱に加勢、1174年にノーサンバーランドに攻め込んだが、アニックの戦いでイングランド軍に敗れて捕らえられ、スコットランドはイングランドに完全に臣従すること、スコットランド南部の城にはイングランド軍が進駐することなど屈辱的な講和（ファレーズ条約）を結ばされた。敗北で没収されたハンティンドン伯領は1184年に返還されデイヴィッドに再譲渡したが、南西部のギャロウェイ、北部のロスでウィリアム1世に対する反乱が発生、外交ではイングランドへの隷属、内政では反乱に悩まされた。
1189年にヘンリー2世が没すると、新たにイングランド王となったリチャード1世（若ヘンリー王の弟）は第3回十字軍に熱意を燃やし、その資金源としてスコットランドとの臣従関係を金銭で清算することをねらった。ウィリアム1世は1万マルクを支払い、イングランドとの臣従関係の解除、スコットランド王としての主権回復、イングランド軍のスコットランドからの撤退を内容とするという条約（カンタベリー条約）が結ばれた。また、北部のマリ地方やケイスネス、サザランドを鎮圧し、国王の支配下に置くことに成功した。こうして、ノーサンバーランド以外の全スコットランドを掌握した。
宗教面では、1192年にローマ教皇ケレスティヌス3世と交渉し、スコットランドの教会をイングランドのカンタベリー大司教から独立させ、自前の教会組織を持つことに成功した。また、1199年にリチャード1世の没後イングランド王となった弟のジョンとは初め対立、ジョンの立場を弱めるため教皇インノケンティウス3世に味方したが1212年にジョンと和解、ノーサンバーランドを買い戻す交渉をしたが実らないまま、1214年12月4日にスターリングで没し、自身が創建したアーブロース修道院に葬られた。49年の在位期間であった。息子のアレグザンダー2世が後を継いだ。

## 子女
1186年、イングランド王ヘンリー1世の庶子コンスタンスの孫娘エルマンガルド・ド・ボーモンと結婚、4人の子を儲けた。
1. マーガレット（1193年 - 1259年） - ケント伯ヒューバート・ド・バラと結婚
2. イザベラ（1195年 - 1253年） - ノーフォーク伯ロジャー・ビゴッド（英語版）と結婚
3. アレグザンダー2世（1189年 - 1249年）
4. マージョリー（1200年 - 1244年） - ペンブルック伯ギルバート・マーシャル（英語版）と結婚

また、2人の愛人との間に6人の庶子を儲けた。
アダム・ド・ハイザスとの間に娘を1人儲けた。
1. マーガレット（生没年不詳） - アニック卿ユースタス・ド・ヴェスシー（英語版）と結婚

イザベル・ダブネルとの間に5人の子を儲けた。
1. ロバート・ド・ロンドン（生没年不詳）
2. ヘンリー・ド・ガリスリー（生没年不詳） - スコットランド王位継承者パトリック・ガリスリー（英語版）の父
3. エイダ・フィッツウィリアム（1164年頃 - 1200年） - ダンバー伯パトリック1世（英語版）と結婚
4. アウフリカ（生没年不詳） - ウィリアム・ド・セイと結婚、スコットランド王位継承者ロジャー・ド・マンデヴィル（英語版）の高祖母
5. イザベラ・マックウィリアム（英語版）（1165年頃 - ?） - アナンデイル卿ロバート・ドゥ・ブルース（英語版）の息子ロバートと結婚、ロバート・ド・ルース（英語版）と再婚